# 史賓塞·登柏爾
史賓塞·凱查姆·登柏爾（英語：Spencer Ketcham Turnbull，1992年9月18日—），為美國職棒大聯盟的投手，目前為自由球員，先前曾效力於老虎與費城人等隊。

## 職業生涯
2017年，登柏爾入選球隊的40人名單中。隔年他先待在2A，並在季中升上3A。9月11日，他被球隊叫上大聯盟，3天後完成大聯盟初登板。不過這年他出賽4場吞下2敗，勝投尚未開張。
2019年，登柏爾進入老虎隊的先發輪值中。他在4月23日拿下大聯盟首勝，但是他卻只有3勝17敗，防禦率4.61的成績，成為了美聯的敗投王。而且他平均每場先發僅能得到隊友2.65分的火力支援，為全大聯盟最低。
2020年7月31日，登柏爾睽違19場先發後再次拿下勝投。該年他拿下4勝4敗，防禦率3.97。
2021年球季初，他因為COVID-19疫情進行居家隔離，導致錯過開季。4月21日，登柏爾完成球季初登板。5月18日，他面對水手隊投出隊史第8場無安打比賽。7月20日，登柏爾因為動了尺骨附屬韌帶重建術導致球季報銷。該年他拿下4勝2敗，防禦率2.88。

## 技術特點
登柏爾的主要球種有：均速94-95英里的四縫線快速球、均速86-87英里的滑球、均速80-81英里的曲球，以及均速86-88英里的變速球。其中滑球更是他的得力武器，因為該球種的被打擊率只有1成98。

## 外部連結
- 球員資訊和成績在MLB ，ESPN ，Retrosheet ，Baseball Reference ，Baseball Reference (Minors) ，Fangraphs ，The Baseball Cube （英文）

| 奖项与成就       | 奖项与成就                         | 奖项与成就         |
| ---------------- | ---------------------------------- | ------------------ |
| 前任： 韋德·麥利 | 投出無安打比賽的投手 2021年5月18日 | 繼任： 柯瑞·克魯伯 |